# Station Vedde
Station Vedde is een treinstation in Sorø, Denemarken.
Het station is geopend op 22 december 1901 en wordt bediend door treinen van de lijnen Høng - Tølløse en Sorø - Vedde.
Het stationsgebouw werd ontworpen door Heinrich Wenck. Het is nog aanwezig, maar is niet meer in gebruik.